# Jenő Buzánszky
Jenő Buzánszky [ˈjenøː 'buzaːnski] (* 4. Mai 1925 in Újdombóvár, Königreich Ungarn; † 11. Januar 2015 in Esztergom) war ein ungarischer Fußballspieler.
Buzánszky war Mitglied der „Goldenen Elf“ (ung. Aranycsapat), der ungarischen Nationalelf, auch Magische Magyaren genannt, die bei der Fußball-Weltmeisterschaft 1954 in Bern beim Wunder von Bern der deutschen Auswahl unterlag.

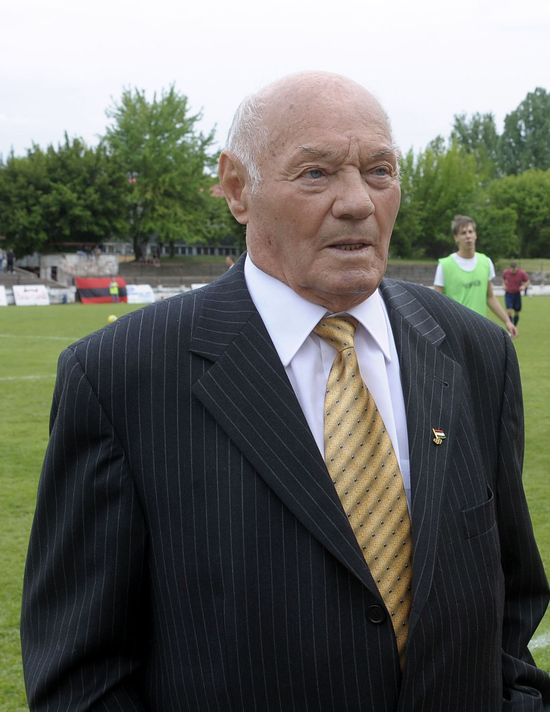
Jenő Buzánszky (2010)

Der Abwehrspieler Buzánszky spielte als einziger aus der Goldenen Elf nicht bei einem Budapester Verein, sondern bei den Dorogi Bányász aus Dorog. In insgesamt 48 Spielen trat er für die ungarische Nationalmannschaft an, davon fünfmal während der Weltmeisterschaft 1954. Er spielte sowohl 1953 bei der 3:6-Heimniederlage der Engländer in Wembley als auch 1954 beim Endspiel der Fußball-Weltmeisterschaft in Bern. 1952 wurde er mit Ungarn Olympiasieger.
Nach 274 Ligaspielen beendete Buzánszky seine aktive Laufbahn und arbeitete fortan als Trainer. 1996 wurde er zum Vizepräsidenten des ungarischen Fußballverbandes gewählt. Das Stadion des Dorogi FC ist nach ihm benannt.
Nach dem Tod von Gyula Grosics am 13. Juni 2014 war Buzánszky der letzte lebende ungarische Spieler, der am Fußball-Weltmeisterschaftsendspiel in Bern 1954 teilgenommen hatte. Zum Zeitpunkt seines Todes lebten von der deutschen Weltmeistermannschaft noch Hans Schäfer († 17. November 2017) und Horst Eckel († 3. Dezember 2021).

## Erfolge als Spieler
Ungarische Nationalmannschaft:
- Olympiasieger: 1952
- Zentraleuropameister 1948–1953
- Vize-Weltmeister: 1954